# Proraster
Proraster is een geslacht van uitgestorven zee-egels uit de familie Hemiasteridae.

## Soorten
- Proraster atavus (Arnaud, in Cotteau, 1883) †